# Malki'el Gruenwald

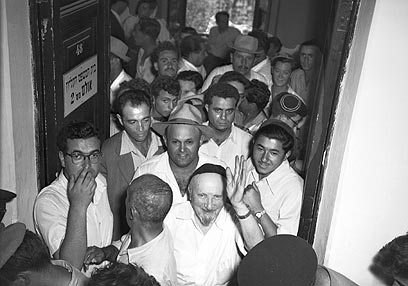
Gruenwald (v popředí uprostřed) po odchodu ze soudní síně během Kastnerova procesu

Malki'el Gruenwald (hebrejsky: מלכיאל גרינוולד, Malki'el Grinvald; 1881–1958) byl izraelský hoteliér, amatérský novinář a sběratel známek, který se stal veřejně známým v 50. letech 20. století, když obvinil státního úředníka a vládního zaměstnance dr. Rudolfa Kastnera z kolaborace s nacisty během druhé světové války.

## Biografie
Narodil se ve městě Sopron v Rakousku-Uhersku a kromě něj žil rovněž ve Vídni (podle jiných zdrojů se ve Vídni i narodil). Pracoval jako obchodník a novinář. V roce 1937 byl ve Vídni surově napaden při pogromu, když mu byly vymláceny zuby, pořezán jazyk, zlámány nohy a ruce a byl zmlácen do bezvědomí. Když se následujícího roku zotavil ze svých zranění, emigroval se svou ženou, synem Jicchakem a dcerou Rinou do britské mandátní Palestiny, kde se usadili v Jeruzalémě. Gruenwald za své celoživotní úspory koupil hotel Austria, desetipokojový hotel na Sijónském náměstí, který provozoval společně se svou manželkou.
Poté, co Britové omezili židovskou emigraci do Palestiny, angažoval se v ilegální židovské imigraci. Přes padesát jeho příbuzných zahynulo během holocaustu. Jeho syn Jicchak vstoupil do Irgunu a padl během izraelské války za nezávislost. Dcera Rina pracovala jako zdravotní sestra v nemocnici Hadasa.
Podle knihy Hitler, the Allies, and the Jews od Šlomo Aronsona, který se odvolává na zdroje zveřejněné izraelskou zpravodajskou službou, však byl Gruenwald v Rakousku kriminálníkem, který donášel na labouristické sionisty rakouské fašistické vládě, vyhrožoval představitelům ortodoxních židů a byl britským informátorem.

### Pamflety a Kastnerův proces
Počátkem 50. let se Gruenwald chtěl opět začít věnovat žurnalistice. Jelikož však neuměl psát hebrejsky, nikdo jej na takovou pozici nezaměstnal. Začal proto vlastním nákladem vydávat politické pamflety o rozsahu zhruba tří stránek. Ty vydával zpravidla jednou do týdne a distribuoval je bez nároku na odměnu v místních kavárnách, poštou či sám. Ve svých textech útočil na „zkorumpované představitele, náboženské představitele, kteří si dle jeho názoru nezasloužili zastávat svojí pozici, chamtivé státní úředníky apod.“ V srpnu 1952 obvinil v jednom ze svých pamfletů z kolaborace s nacisty dr. Rudolfa Kastnera, tiskového tajemníka na ministerstvu obchodu a průmyslu, vysoce postaveného člena strany Mapaj a někdejšího šéfa maďarského Pomocného a záchranného výboru, který vyjednával s Adolfem Eichmannem o propuštění maďarských Židů výměnou za peníze a cennosti. Podle Gruenwalda vedla Kastnerova kolaborace mimo jiné ke smrti 400 tisíc maďarských Židů během holocaustu a po válce měl jako svědek v Norimberském procesu svou výpovědí napomoci plukovníkovi SS Kurtu Becherovi. Všechny tyto informace měl Gruenwald podle Hechta získat z anonymního dopisu a z rozhovoru z cizincem ve své kavárně.
Izraelský generální prokurátor a toho času i ministr spravedlnosti Chajim Kohen proti Gruenwaldovi podal žalobu pro urážku na cti. V následném soudním sporu s Gruenwaldem, který vešel ve známost jako Kastnerův proces, se však jeho právnímu zástupci Šmu'elu Tamirovi podařilo proces obrátit proti Kastnerovi. Ten byl mimo jiné nařčen z toho, že se nijak nepokusil pomoci židovské výsadkářce Chaně Senešové, která byla v době jeho působení v Budapešti ve městě vězněna, souzena a nakonec navzdory rozsudku popravena. Rozsudek v Kastnerově procesu nakonec padl v červnu 1955. Gruenwald byl shledán vinným a byl odsouzen k pokutě jedné palestinské libry. Kastnera předsedající soudce Binjamin Halevy obvinil ze „zaprodání duše ďáblu“ a prohlásil, že celá událost „nebyla nešťastnou shodou okolností, nýbrž Kastnerovým vědomým rozhodnutím nepodnikat v Chanině případu žádné kroky, neboť by se takovým jednáním mohl zaplést s úřady“. Generální prokurátor Kohen se proti rozsudku odvolal a v lednu 1957 se případem začal zabývat Nejvyšší soud. Dva měsíce nato však byl Kastner zavražděn neznámým pachatelem. V lednu 1958 Nejvyšší soud zrušil rozhodnutí soudu nižší instance a Kastnera očistil.